# Eleccions legislatives neerlandeses de 2002
Les eleccions legislatives neerlandeses de 2002 se celebraren el 15 de maig de 2002 per a renovar els 150 membres de la Tweede Kamer. La campanya i les eleccions van estar marcades per la irrupció de la LPF i de l'assassinat del seu cap, Pim Fortuyn, primer polític neerlandès assassinat al carrer. Va vèncer la Crida Demòcrata Cristiana del primer ministre Jan Peter Balkenende, qui va formar govern amb LPF i VVD, però al cap d'un any es va enfonsar en el caos i es convocaren noves eleccions

## Resultats
| ← Eleccions legislatives neerlandeses, 2002 → |                                                       |                      |           |      |        |
| Partit                                        | Partit                                                | Líder                | Vots      | %    | Escons |
|                                               | Crida Demòcrata Cristiana (CDA)                       | Jan Peter Balkenende | 2.653.323 | 27,9 | 43     |
|                                               | Llista Pim Fortuyn (LPF)                              | Pim Fortuyn          | 1.614.801 | 17,0 | 26     |
|                                               | Partit Popular per la Llibertat i la Democràcia (VVD) | Hans Dijkstal        | 1.466.722 | 15,4 | 24     |
|                                               | Partit del Treball (PvdA)                             | Ad Melkert           | 1.436.023 | 15,1 | 23     |
|                                               | Esquerra Verda (GL)                                   | Paul Rosenmöller     | 660.692   | 7,0  | 10     |
|                                               | Partit Socialista (SP)                                | Jan Marijnissen      | 560.447   | 5,9  | 9      |
|                                               | Demòcrates 66 (D66)                                   | Thom de Graaf        | 484.317   | 5,1  | 7      |
|                                               | Unió Cristiana (CU)                                   | Kas Verling          | 240.953   | 2,5  | 4      |
|                                               | Partit Polític Reformat (SGP)                         | Bas van der Vlies    | 163.592   | 1,7  | 2      |
|                                               | Leefbaar Nederland (LN)                               | Fred Teeven          | 153.035   | 1,6  | 2      |
| Total                                         | Total                                                 | 9.501.152            |           | 150  | —      |
|                                               |                                                       |                      |           |      |        |